# زياد برجي
زياد حسني برجي (19 مارس 1973 -) ملحن، مغني وممثل لبناني.

## حياته ومشواره الفني
ولد في مدينة بعلبك، بدأ مسيرته الفنية عام 1996، تخرج من كلية العلوم الحديثة في بيروت إدارة أعمال وكان أول ظهور له على الشاشة في ستديو الفن عام 1996 على شاشة ال بي سي، حيث حصل على ميدالية البرنامج الذهبية. وحصل على هدية أخرى وهي دعوة من السيدة فيروز بعد أن استمعت لصوته وهو يغني «اهواك بلا امل».

### حياته الأسرية
في فبراير 2015 تزوج برجي من حبيبته المغربية سناء فرح وفي 28 نوفمبر رزقا بطفلتهما الأولى نور  تعرض للانتقاد عند تقديمه للقربان المقدس كونه يتبع الطائفة الشيعية.
وفي 7 أغسطس رزق بابنه الثاني «يوسف»
اعترف في أكثر من مقابلة تلفزيونية بتعاطيه المخدرات ولكنه أشار إلى أنه توقف عن التعاطي في مرحلة سابقة.

## أعماله

### ألبومات
| العام  | الألبوم       | المنتج      |
| ------ | ------------- | ----------- |
| (1998) | أنا بشكرك     | ميوزيك بوكس |
| (1999) | يا ملاك       | طرب         |
| (2004) | شاغل بالي     | روتانا      |
| (2006) | أنا قلبي عليك | روتانا      |

### فيديو كليبات
| الأغنية                     | المخرج         |
| --------------------------- | -------------- |
| اليوم يومي                  | جان كلود ديب   |
| حقك علي                     | جان كلود ديب   |
| فكرو فينا                   | جان كلود ديب   |
| أنا لمين                    | جان كلود ديب   |
| يا غرام                     | جان كلود ديب   |
| شتقتلا                      | سعيد الماروق   |
| وبطير                       | جان كلود ديب   |
| اجت الصيفية                 | جان كلود ديب   |
| هيدي حبيبة قلبي             | دان حداد       |
| أنا وياك                    | نبيل لبس       |
| لعيونك الحلوين              | فادي حداد      |
| خسرنا بعض بمشاركة مايا دياب | كميل طانيوس    |
| حلياني                      | سيف الشيخ نجيب |
| مش طايق                     | فادي حداد      |
| شو حلو                      | سيف الشيخ نجيب |
| مش ناوي على خير             | رندلى قديح     |
| واحتريتك                    | رندة علم       |
| قال إيه                     | باسم مغنية     |
| يا أنا                      | باسم مغنية     |
| والله ورجعت                 | عادل سرحان     |
| أنا قلبي عليك               | عادل سرحان     |
| عودي                        | رواد ضو        |
| لا يغرك                     | أكرم قاووق     |

### في التلحين
- (2011): أغنية اليسا «كرهتك انا» من البومها «اسعد وحدة»
- (2012): أغنية خليجية بعنوان «شد حيلك»، «اطلعي لبرا».
- (2014): أغنية يا مرايتي لاليسا من البوم حالة حب
- (2012): جورج وسوف بيحسدوني.
- (2014): محمد عساف لوين بروح
- (2013): نانسي عجرم يا غالي
- (2017): نانسي عجرم عم بتعلق فيك
- (2017): محمد عساف بزعل على مين

### أغاني منفردة
- (2011): ما بيستحوا
- (2015): خاين
- (2016): حبيبي وينو[5]
- (2017): شو حلو
- (2020): أنا وياك [6]
- (2021): متل اللعبة [7]
- (2022): إجت الصيفية [8]

### جوائز
- (2012): حصل على جائزة «الموريكس دور» لأفضل فنان شامل في لبنان والوطن العربي لعام وكان من المرشحين لجوائز أفضل ممثل عن دوره في مسلسل«غلطة عمري», وعن أفضل أغنية عربية التي لحنها وكتب كلماتها لجورج وسوف «بيحسدوني»، وجائزة أفضل فنان لبناني.
- (2019): حصل على جائزة الموريكس دور كأفضل فنان لبناني لعام 2018.[9]

## التمثيل

### في التلفزيون
- (2011): غلطة عمري، مع نادين الراسي
- (2012): حلوة وكذابة، مع داليدا خليل
- (2013): حبيب ميرا، مع داليدا خليل
- (2015): فرصة عيد مع نادين الراسي
- (2015): العراب - نادي الشرق
- (2017): بلحظة
- (2017):شوق[10]
- (2021): زوج تحت الإقامة الجبرية مع نادين الراسي وبونيتا سعادة

### في السينما
- (2013): حلوة كتير وكذابة " حيث غنى أغنية تحمل عنون (إنت حبيب القلب) مع داليدا خليل وهي من كلمات بلال الزين ومن ألحان زياد برجي
- (2016):"Welcome To Lebanon " حيث غنى أغنية حليانة من كلماته والحانة
- (2016):«بغمضة عين» وقدم أغنيتين الأولى تحمل عنوان (بغمضة عين) وستكون الأغنية الرئيسية والثانية عنوانها (أنا وحالي) تعرض ضمن السياق الدرامي للقصّة من ألحان زياد وكلمات الشاعر أحمد ماضي بالإضافة إلى (بكيت) التي غناها بمفرده على الإيتار. [11]
- (2017): بالغلط: وقدم في هذا الفيلم أغنية (شو حلو) وأغنية (وين بدك تروح)[12]
- (2018): المهراجا: قدم (قاعد على قلبك)[13]
- (2020): يوم إيه يوم لا
- (2022): ولا غلطة

## وصلات خارجية
- زياد برجي على موقع قاعدة بيانات الأفلام العربية
- السيرة الذاتية لزياد برجي